# SN 2011js
SN 2011js – supernowa typu II odkryta 31 grudnia 2011, położona w galaktyce NGC 1103. W momencie odkrycia jej obserwowana wielkość gwiazdowa wynosiła 17,7m.